# 上帝之鹰 5zn
孟驰，网名上帝之鹰_5zn（简称上帝之鷹）、忠貞不渝艾吉奧，中国大陆自媒体人、作家、译者。其常年在网络上发表抨击反華、女權等方面的内容。2025年7月，其在微博上发布的视频片尾中出現了坦克人画面，之后其微博賬號被封禁。

## 简介
2017年，上帝之鹰舉報四行仓库日军照事件。2018年又舉報南京紫金山西山碉堡群日軍軍服事件。他靠兩次舉報“精日”，成為意見領袖。他還在微博上批評女權、娘娘腔以及伊斯蘭教。許多網民將反華、港獨、精日、女權資料發給他，希望他舉報和曝光。
2020年2月25日，上帝之鹰的个人户籍资料被人在微博曝光，他告诉环球时报记者，网上曝光的他的户籍信息准确。2月26日下午，中国公安部刑侦局官方微博转发相关报道，并称“我们坚信邪不压正！”。
2020年11月，上帝之鹰与其他一些网红集体转发大闸蟹广告，结果有网民被骗，引发争议。2022年6月苏州和服事件中，上帝之鹰和其他五位网红在声讨女生穿和服的行为的同时为日本安全套品牌冈本带货，被网民嘲讽。
2024年，上帝之鷹的微博賬號改名「忠貞不渝艾吉奧」。2025年6月，他在微博披露自己经济状况寒酸的现状，引发讨论。2025年7月31日下午，忠貞不渝艾吉奧发布了有关在日本發生的中國人遇襲事件的视频，片尾中出現了坦克人畫面。8月1日，忠貞不渝艾吉奧微博賬號被封禁。在他被封号后，一些网民表示庆祝。

## 作品

### 著作
- 《枭雄录》，中国长安出版社出版，2015年。ISBN 9787510708367
- 《铁甲洪流》，文汇出版社出版，2015年。ISBN 9787549615735
- 《枭雄录：古代世界十四位枭雄的成败启示录》，吉林文史出版社出版，2019年。ISBN 9787547259054

### 译著
- 《茶叶大盗：改变世界史的中国茶》，[美] 萨拉·罗斯（英语：Sarah Rose）著，社会科学文献出版社出版，2015年。ISBN 9787509779187
- 《迦太基必须毁灭》，[英] 理查德·迈尔斯（英语：Richard Miles (historian)）著，社会科学文献出版社出版，2016年。ISBN 9787509789407
- 《古典世界的战争》，[英] 约翰·沃利著，江西人民出版社出版，2018年。ISBN 9787210097778
- 《世界簡史》，[英] 赫伯特·乔治·威尔斯著，云南人民出版社出版，2020年。ISBN 9787222193581
- 《1917年3月》，[美] 威尔·英格伦（英语：Will Englund）著，中信出版集团出版，2022年。ISBN 9787521742152
- 《彼得大帝：俄罗斯帝国崛起的奠基者（英语：Peter the Great: His Life and World）》，[美] 羅伯特·K·馬西著，中央編譯出版社出版，2022年。ISBN 9787511740656